# 凱文·杜蘭
凱文·賽茲·杜蘭（英文：Kevin Serge Durand，1974年7月14日—），是一位加拿大演員。他最為人所熟悉的角色包括美國電視劇《末世黑天使》（英文：Dark Angel）的變種人約書亞（英文：Joshua）和《迷失》（英文：Lost）中的反派馬丁·克米（英文：馬丁·克米）。

## 概述

### 生平
凱文·杜蘭於1974年7月14日在加拿大安大略珊德灣（英文：桑德贝）出生，並在聖伊格內修高中（英文：St. Ignatius High School (Thunder Bay)）就讀，他十五歲時接觸戲劇，第一次演出便是在高中戲劇堂中。1994年，凱文·杜蘭入讀溫莎大學戲劇系進修，但是他最後中途輟學，轉移到多倫多的地方舞台戲劇工作了好幾年。他第一次大型電影演出就是《決戰阿拉斯加》（英文：Mystery, Alaska）。

### 影視生涯
凱文·杜蘭是一個性格演員，他曾在電影《蝴蝶效應》（英文：The Butterfly Effect）中飾演主角艾希頓·古查的獄友，一名神化古怪的墨西哥裔美國人，多番保護主角。

#### 電視劇
他是電視劇的常客，但大多都是配角和跑龍套的角色，擔任配角如占士·金馬倫主導的《末世黑天使》中之變種人約書亞、《熱血警探》（英文：Touching Evil）中的祖·史路比（英文：Agent Jay Swoopes），以及客串《CSI滅罪鑑證科》（英文：CSI: Crime Scene Investigation）、《鑑證行動組》（英文：CSI: Miami）、《仁心仁術》（英文：ER）、《尋人密探組》（英文：Without a Trace）、《死神有約》（英文：Dead Like Me）等等。他還多次在電視劇《星際奇兵》（英文：星際之門：SG-1）以Lord Zipacna的角色反覆出現。
直到他飾演《迷失》第四季中的反派僱傭兵馬丁·克米共八集，人氣急升，其演出得到觀眾認同。

#### 電影
凱文·杜蘭初期飾演的電影包括有《決戰阿拉斯加》的Tree、《捍衛家園》的Booth、《荒野大飆客》的飛車黨首領Red、《皇牌追殺令》的精神病新納粹黨員Jeeves Tremor，但都只是寥寥過場，沒有多大機會充分發揮角色。
直到羅素·高爾和基斯頓·比爾主演的《決戰3:10》，凱文·杜蘭飾演的Tucker才有較多戲份，更加在《Otis E》（英文：Otis E）中擔任主角。而製作中的《X戰警：金鋼狼》，宣佈由凱文·杜蘭飾演波比（英文：Blob）一角。另外他在百老匯舞台劇《湯姆歷險記》中出演一角。

## 電影
| 日期   | 電影                                                        | 角色                                 |
| ------ | ----------------------------------------------------------- | ------------------------------------ |
| 1999年 | 《凸務之王》（Austin Powers: The Spy Who Shagged Me）       | Bazooka Marksman Joe                 |
| 1999年 | 《決戰阿拉斯加》（Mystery, Alaska）                         | 'Tree' Lane                          |
| 2002年 | 《衝鋒九號：雙探奇謀》（K-9: P.I.）                         | Agent Verner                         |
| 2004年 | 《蝴蝶效應》（The Butterfly Effect）                        | Carlos                               |
| 2004年 | 《狗狗震多震》（Scooby Doo 2: Monsters Unleashed）          | Black Knight Ghost                   |
| 2004年 | 《捍衛家園》（Walking Tall）                                | Booth                                |
| 2006年 | 《Big爆任務2》（Big Momma's House 2）                       | Oshima                               |
| 2007年 | 《皇牌追殺令》（Smokin' Aces）                              | Jeeves Tremor                        |
| 2007年 | 《荒野大飆客》（Wild Hogs）                                 | Red                                  |
| 2007年 | 《摘星》（Throwing Stars）                                  | Reed                                 |
| 2007年 | 《決戰3:10》（3:10 to Yuma）                                | Tucker                               |
| 2007年 | 《星》（Stars）                                             | Carl                                 |
| 2008年 | 《綠山》（Greener Mountains）                               | Three-toe                            |
| 2008年 | 《迴聲》（The Echo）                                        | Walter                               |
| 2008年 | 《同逃幸運兒》（Winged Creatures）                          | Bagman                               |
| 2008年 | 《Otis E.》（Otis E.）                                      | Otis                                 |
| 2009年 | 《X戰警：金鋼狼》（X-Men Origins: Wolverine）               | Frederick "Fred" J. Dukes / The Blob |
| 2010年 | 《暗黑天使》（Legion）                                      | Gabriel                              |
| 2010年 | 《羅賓漢》（Robin Hood）                                    | Little John                          |
| 2011年 | 《鋼鐵擂台》（Real Steel）                                  | Ricky                                |
| 2013年 | 《Fruivale Station》                                        | Officer Caruso                       |
| 2018年 | 《90分鐘末日倒數》                                          | Markus                               |
| 2018年 | 《大隻佬傳奇》                                              | 比爾·豪克                            |
| 2019年 | 《原始恐惧》（Primal）                                      | Richard Loffler                      |
| 2021年 | 《孤島追緝令》（Dangerous）                                 | Cole                                 |
| 2024年 | 《噬血芭蕾》（Abigail）                                     | Peter                                |
| 2024年 | 《猩球崛起：王國誕生》（Kingdom of the Planet of the Apes） | Proximus Caesar                      |

## 電視劇
| 日期          | 劇名                                                   | 角色                        | 集數     |
| ------------- | ------------------------------------------------------ | --------------------------- | -------- |
| 1997年        | 《法醫秘案》（Exhibit A: Secrets of Forensic Science） | Jophn Greet                 | 1集      |
| 1999年        | 《乞丐與選民》（Beggars and Choosers）                 | Cliff                       |          |
| 1999年        | 《邁阿密警探》（Hard Time: Hostage Hotel）             | Kenny, Flynn's henchman     | 電視電影 |
| 2000年        | 《外星界限》（The Outer Limits）                       | Alan                        | 1集      |
| 2000年        | 《仁心仁術》（ER）                                     | Mr. Mooney                  | 1集      |
| 2000年–2001年 | 《星際奇兵》（Stargate SG-1）                          | Lord Zipacna                | 3集      |
| 2001年–2002年 | 《末世黑天使》（Dark Angel (TV series)\|Dark Angel）   | Joshua                      | 14集     |
| 2002年        | 《颶風營救》（Taken）                                  | Homeless Bloke on Train     | 電視電影 |
| 2003年        | 《死神有約》（Dead Like Me）                           | Chuck                       | 1集      |
| 2003年        | 《泰山》（Tarzan）                                     | Gregory Creal/Trevor Whedon | 1集      |
| 2003年        | 《公主》（Mob Princess）                               | Cluadio                     | 電視電影 |
| 2004年        | 《再見女郎》（The Goodbye Girl）                       | Earl                        | 電視電影 |
| 2004年        | 《熱血警探》（Touching Evil）                          | Agent Jay Swoopes           | 12集     |
| 2005年        | 《蝴蝶春夢》（The Collector）                          | The Devil/Bus Driver        | 1集      |
| 2005年        | 《星艦復國記》（Andromeda）                            | Elysian                     | 2集      |
| 2005年        | 《臨界》（Threshold）                                  | Crewman Sonntag             | 2集      |
| 2005年        | 《CSI滅罪鑑證科》（CSI: Crime Scene Investigation）    | Connor Daly                 | 1集      |
| 2006年        | 《天賜》（Kyle XY）                                    | Police Officer at Party     | 1集      |
| 2006年        | 《死亡地带》（The Dead Zone）                          | Cabot                       | 1集      |
| 2006年        | 《最後十二小時》（12 Hours to Live）                   | John Carl Lowman            | 電視電影 |
| 2006年        | 《尋人密探組》（Without a Trace）                      | Travis Holt                 | 1集      |
| 2007年        | 《鑑證行動組》（CSI: Miami）                           | Mike Newberry               | 1集      |
| 2007年        | 《律政狂鯊》（Shark）                                  | Rick Carris                 | 1集      |
| 2008年        | 《迷失》（Lost）                                       | 馬丁·克米                   | 8集      |
| 2014年        | 《活屍末日》（The Strain）                             | 瓦西里 · 費特               | 主演     |

## 外部連結
- 凱文·杜蘭在互联网电影资料库（IMDb）上的資料（英文）